# Dwight Eddleman
Thomas Dwight „Dike” Eddleman (ur. 27 grudnia 1922 w Centralii, zm. 1 sierpnia 2001 w Urbanie) – amerykański koszykarz, występujący na pozycji skrzydłowego, uczestnik spotkań gwiazd NBA, lekkoatleta – skoczek wzwyż, olimpijczyk, weteran II wojny światowej.
W szkole średniej zdobył trzykrotnie mistrzostwo stanu Illinois w skoku wzwyż. W 1942 roku doprowadził szkolną drużynę koszykówki do mistrzostwa stanu, trenował także futbol amerykański.

## Osiągnięcia
NCAA
Koszykówka
- Uczestnik rozgrywek NCAA Final Four (1949)[1]
- Mistrz Konferencji Big ten (1949)[1]
- Laureat nagrody Chicago Tribune's Silver Basketball (1949 – MVP Konferencji)
- Zaliczony do:
  - I składu:
    - All-American (1949)[1]
    - Big Ten (1948)

  - II składu:
    - All-American (1948)
    - Big Ten (1949)

  - Illini Men's Basketball All-Century Team (2004)

Lekkoatletyka – skok wzwyż
- Mistrz NCAA (1948)[1]
- 2-krotny mistrz konferencji Big Ten[1]
- 3-krotny halowy mistrz konferencji Big Ten[1]

Futbol amerykański
- Mistrz Konferencji Big ten (1946)[1]
- Uczestnik rozgrywek Rose Bowl (1947)[1]

NBA
- 2-krotny uczestnik meczu gwiazd NBA (1951, 1952)[2][3]

Reprezentacja
- Uczestnik igrzysk olimpijskich w skoku wzwyż (1948 – 4. miejsce)[1]

Inne
- Wybrany do:
  - Galerii Sław Sportu:
    - National Federation of State High School Associations (1983)
    - stanu Illinois (1961)[1]

  - 100 Legend turnieju IHSA Boys Basketball (2007)